# Chusquea costaricensis
Chusquea costaricensis là một loài thực vật có hoa trong họ Hòa thảo. Loài này được L.G.Clark & March mô tả khoa học đầu tiên năm 2000.